# Решица (футбольный клуб)
«Решица» (рум. FCM Reșița) — румынский футбольный клуб из города Решица.

## Прежние названия
- 1926—1948 — УД Решица (UD Reșița)
- 1948—1949 — Металохимик Решица (Metalochimic Reșița)
- 1949—1956 — Металул Решица (Metalul Reșița)
- 1956—1957 — Энерджия Решица (Energia Reșița)
- 1957—1975, 1982—2005 — КСМ Решица (CSM Reșița)
- 1975—1982, 2005—2008 — ФКМ Решица (FCM Reșița)
- 2009—2012 — Школар Решица (Școlar Reșița)

## История
Клуб был основан в 1926 году под названием «Uzinele şi Domeniile Reşiţa» (сокращёно UD Reşiţa или UDR). Своё название клуб получил от расположенных в Решице металлургических заводов, которые были построены ещё во время правления Габсбургов. Затем клуб неоднократно менял своё название. В 1931 году клуб был чемпионом Румынии, а в следующем году вице-чемпионом. Игроки «УД Решица» Адальберт Дешу и Иосиф Цако были участниками Чемпионата мира 1930 года в составе сборной Румынии. В 1954 году клуб стал обладателем Кубка Румынии, обыграв в финале «Динамо» (Бухарест). За свою историю в высшем дивизионе Румынии клуб отыграл 16 сезонов, последний раз в сезоне 1999/2000.
Экс-капитан сборной Румынии Кристиан Киву является воспитанником клуба. Его отец Мирча Киву также был игроком клуба, а затем долгие годы тренером. В последние годы Мирча Киву был помощником главного тренера. В феврале 1998, незадолго до своей смерти, будучи больным и находясь на больничной койке, он возглавил команду после неожиданного ухода главного тренера. Домашний стадион клуба носит имя Мирчи Киву.